# Jean-Max Bellerive
Jean-Max Bellerive (nascido em 1958) é o atual Primeiro-ministro do Haiti.

## Biografia

### Vida pessoal
Casado e pai de duas mulheres, Bellerive nasceu em Porto Príncipe em 1958. Como filho de um médico proeminente, ele deixou o Haiti muito novo para estudar na Suíça, na França e na Bélgica. Com graduação em Ciências Políticas e Relações Internacionais, Bellerive retornou ao Haiti em 1986, um pouco antes da deposição de Jean-Claude Duvalier.

### Primeiro-ministro do Haiti
O atual presidente do Haiti, René Préval, seguindo as ordens de uma resolução do Senado, nomeou Bellerive em 30 de outubro de 2009, para substituir o antigo Primeiro-ministro Michèle Pierre-Louis. Um dia antes da nomeação, em 29 de outubro de 2009, 18 senadores de um total de 29 membros votaram para demitir Pierre-Louis com acusações de que ele estava tendo fraca atuação na liderança da recuperação econômica do Haiti.